# Clinch River
Clinch River – rzeka w stanach Tennessee i Wirginia w Stanach Zjednoczonych. Jej źródła znajdują się w pobliżu Tazewell w Wirginii. Płynie przez około 480 km do ujścia do Tennessee w Kingston.
Nazwa rzeki pochodzi od nazwiska odkrywcy, członka 19-osobowej wyprawy do Clinch Mountains i okolic. Etymologia ludowa wskazuje jednak pochodzenie od historii Irlandczyka, członka wyprawy Daniela Boone'a, który przy przekraczaniu rzeki wypadł z tratwy, krzycząc „clinch me!”, co miało oznaczać „chwyćcie mnie”.
Na rzece znajdują się dwie zapory wodne: Norris oraz Melton Hill. Wśród ważniejszych dopływów znajdują się: Powell River, Coal Creek, Hinds Creek, Bull Run Creek Beaver Creek i Poplar Creek.